# ヤマト醤油味噌
株式会社ヤマト醤油味噌（ヤマトしょうゆみそ）とは、石川県金沢市に本社を置く日本の調味料メーカーである。

## 概要
石川県大野町は、千葉県野田・同銚子・兵庫県龍野・香川県小豆島と並んで醤油の五大名産地の一つとして知られ、同社は、「旨口」とされる金沢市大野の醸造元の一つである。本社工場内には、「糀パーク」と称した直売店をもつ。
同社が位置する大野町は、白山連峰を源にする清冽な伏流水が湧き出る土地であり、また日本海に面する港町でもあり、かつては数多くの北前船の船団を抱えた大野川（浅野川）の河口に位置する加賀藩の外港でもあった。
ヤマト醤油は、初代・山本藤松（とうまつ）が現在地において、1911年（明治44年）に創業した。社名のヤマトは、初代の屋号であった『山藤（やまとう）』に由来している。初代は船乗りで、船を使って、北海道との商いも行っていた。金沢からの往きには、醤油・味噌・雑貨を積み、北海道からの帰り荷としては、大豆・雑穀・海産物・材木を運び商いをしたという。
創業時より、国産の大豆・特に北海道産の大豆を味噌の原料に使っていることが特筆される。
2代目が醤油醸造を始め、3代目が味噌醸造を始め、現在の4代目が米糀を使った発酵食品（玄米甘酒）や、糀ソース等、調味料の製造を始めた。こうして金沢の風土の中で発酵食品を創り、金沢の食文化に磨かれながら商いを続けている。
同社は品質管理にも早くから取り組み、2000年にISO 9002を取得。（2003年にはISO9001･2000年版に移行）。2001年にはオーガニック（有機JASの食品製造業者）としての認定も受けている。また、2012年11月には、食品安全管理の国際規格である「FSSC 22000」を取得した。
2014年には、本社工場内に「ヤマト 糀パーク」として体験型の施設をオープンしている。「ヤマト 糀パーク」内には、直売店だけでなく、「発酵食美人食堂」「糀蔵」等の体験型施設が用意されている。